# بولين تشان
بولين تشان (بالإنجليزية: Pauline Chan) هي مخرجة وممثلة أسترالية، ولدت في 1956 في فيتنام.

## الأعمال الفنية

### كممثلة
- فيتنام (1987) – مسلسل تلفزيوني قصير
- الأطباء الطائرون (1989) – مسلسل تلفزيوني
- سايمون تمبلار: الخوف في مدينة الملاهي (1989) – مسلسل تلفزيوني
- بانكوك هيلتون (1989) – مسلسل تلفزيوني قصير
- كاسيدي (1989) – مسلسل تلفزيوني قصير
- جي. بي. (1991) – مسلسل تلفزيوني
- الفتاة من الغد (1992) – مسلسل تلفزيوني
- أكاذيب بيضاء صغيرة (1996)
- طريق الفردوس (1997)
- مصنع السكر (1998)
- سيف الشرف (2001)

### كمخرجة
- المسافة بين الباب والأرض (1989)
- أغلق الخط (1990)
- قلوب مغبرة (1991)
- فِخاخ (1994) – أيضًا كاتبة
- أكاذيب بيضاء صغيرة (1996)
- رحلة إلى منغوليا (2002)
- دموع وحكايات خرافية (2003)
- 33 بطاقة بريدية (2011)

### كمنتجة
- مصنع السكر (1997) – فيلم روائي طويل، شاركت في إدارة شركة الإنتاج
- ساعة الذروة 2 (2002) – فيلم روائي طويل، مديرة إنتاج
- رحلة إلى منغوليا (2002) – وثائقي
- دموع وحكايات خرافية (2003) – وثائقي
- بطن الوحش (2003) – فيلم روائي، منتجة مشاركة
- فوق بنفسجي (2006) – فيلم روائي، منتجة
- التنين الأخير: البحث عن اللؤلؤة الأخيرة (2009)
- 33 بطاقة بريدية (2011) – فيلم روائي، منتجة وكاتبة
- فراشات عبر البحر (2017) – مسلسل تلفزيوني، منتجة
- البوابة (2018) – فيلم روائي، منتجة تنفيذية

## ترشيحات
- جائزة الأكاديمية الأسترالية للفنون السينمائية والتلفازية لأفضل سيناريو مقتبس [الإنجليزية]‏ (1994)

## وصلات خارجية
- بولين تشان على موقع IMDb (الإنجليزية)
- بولين تشان على موقع ألو سيني (الفرنسية)
- بولين تشان على موقع قاعدة بيانات الأفلام السويدية (السويدية)
- بولين تشان على موقع قاعدة بيانات الفيلم (الإنجليزية)
- بولين تشان على موقع كينوبويسك (الروسية)